# Československá hokejová reprezentace v sezóně 1953/1954
Československá hokejová reprezentace v sezóně 1953/1954 sehrála celkem 19 zápasů.

## Přehled mezistátních zápasů
| Pořadí | Datum             | Soupeř    | Výsledek             | Soutěž                 | Místo utkání |
| ------ | ----------------- | --------- | -------------------- | ---------------------- | ------------ |
| 236.   | 26. prosince 1953 | Švédsko   | 2:3 (1:1, 0:2, 1:0)  | přátelsky              | Stockholm    |
| 237.   | 27. prosince 1953 | Švédsko   | 5:2 (2:0, 2:0, 1:2)  | přátelsky              | Stockholm    |
| 238.   | 30. prosince 1953 | Norsko    | 7:2 (2:1, 2:1, 3:0)  | přátelsky              | Oslo         |
| 239.   | 1. ledna 1954     | Norsko    | 6:5 (1:2, 4:0, 1:3)  | přátelsky              | Oslo         |
| 240.   | 15. ledna 1954    | Švýcarsko | 2:1 (1:0, 1:1, 0:0)  | přátelsky              | Lausanne     |
| 241.   | 17. ledna 1954    | Švýcarsko | 4:3 (0:1, 3:2, 1:0)  | přátelsky              | Curych       |
| 242.   | 12. února 1954    | SSSR      | 5:3 (2:1, 1:0, 2:2)  | přátelsky              | Moskva       |
| 243.   | 14. února 1954    | SSSR      | 0:2 (0:0, 0:2, 0:0)  | přátelsky              | Moskva       |
| 244.   | 26. února 1954    | Švýcarsko | 7:1 (3:1, 1:0, 3:0)  | Mistrovství světa 1954 | Stockholm    |
| 245.   | 27. února 1954    | SRN       | 9:4 (2:0, 4:0, 3:4)  | Mistrovství světa 1954 | Stockholm    |
| 246.   | 1. března 1954    | Finsko    | 12:1 (3:0, 4:1, 5:0) | Mistrovství světa 1954 | Stockholm    |
| 247.   | 2. března 1954    | SSSR      | 2:5 (1:1, 1:2, 0:2)  | Mistrovství světa 1954 | Stockholm    |
| 248.   | 3. března 1954    | Norsko    | 7:1 (4:0, 0:0, 3:1)  | Mistrovství světa 1954 | Stockholm    |
| 249.   | 5. března 1954    | Kanada    | 2:5 (1:3, 1:0, 0:2)  | Mistrovství světa 1954 | Stockholm    |
| 250.   | 6. března 1954    | Švédsko   | 2:4 (2:1, 0:2, 0:1)  | Mistrovství světa 1954 | Stockholm    |
| 251.   | 10. března 1954   | Švýcarsko | 10:2 (5:1, 2:0, 3:1) | přátelsky              | Stockholm    |
| 252.   | 13. března 1954   | Švýcarsko | 7:2 (1:1, 4:0, 2:1)  | přátelsky              | Praha        |
| 253.   | 17. března 1954   | Švédsko   | 5:6 (2:1, 3:3, 0:2)  | přátelsky              | Praha        |
| 254.   | 19. března 1954   | Švédsko   | 7:2 (4:1, 0:0, 3:1)  | přátelsky              | Brno         |

## Bilance sezóny 1953/54
| Soupeř    | Zápasy | Výhry | Remízy | Prohry | Skóre  |
| --------- | ------ | ----- | ------ | ------ | ------ |
| Finsko    | 1      | 0     | 0      | 1      | 12:1   |
| Kanada    | 1      | 0     | 0      | 1      | 2:5    |
| Norsko    | 3      | 3     | 0      | 0      | 20:8   |
| SRN       | 1      | 1     | 0      | 0      | 9:4    |
| SSSR      | 3      | 1     | 0      | 2      | 7:10   |
| Švédsko   | 5      | 2     | 0      | 3      | 21:17  |
| Švýcarsko | 5      | 5     | 0      | 0      | 30:9   |
| Celkem    | 19     | 12    | 0      | 7      | 101:54 |

## Další zápasy reprezentace
| Datum              | Soupeř   | Výsledek             | Soutěž    | Místo utkání |
| 5. listopadu 1953  | Moskva   | 3:7 (0:2, 3:2, 0:3)  | přátelsky | Praha        |
| 9. listopadu 1953  | Moskva   | 2:2 (0:1, 2:1, 0:0)  | přátelsky | Ostrava      |
| 12. listopadu 1953 | Moskva   | 4:6 (2:2, 1:2, 1:2)  | přátelsky | Bratislava   |
| 13. ledna 1954     | HC Arosa | 8:4 (2:1, 3:1, 3:2)  | přátelsky | Arosa        |
| 18. ledna 1954     | SC Bern  | 13:5 (2:1, 3:4, 8:0) | přátelsky | Bern         |

## Přátelské mezistátní zápasy
Československo –  Švédsko 2:3 (1:1, 0:2, 1:0)
26. prosince 1953 – Stockholm

Branky a nahrávky Československa: 13. Bronislav Danda (Vlastimil Bubník, Miloslav Charouzd), 41. Milan Vidlák.

Branky a nahrávky Švédska: 17. Stig Tvilling (Hans Tvilling), 22. Hans Öberg, 30. Gösta Johansson.

Rozhodčí: Václav Beránek (TCH), Demnert (SWE)

Vyloučení: 2:4 (využití 0:0, v oslabení 0:1)
ČSR: Ján Jendek – Václav Bubník, Karel Gut, Stanislav Bacílek, Miloslav Ošmera – Vlastimil Bubník, Bronislav Danda, Miloslav Charouzd – Miroslav Rejman, Václav Pantůček, Jiří Sekyra – Milan Vidlák, Václav Šinágl, Ladislav Horský
Švédsko: Hans Isaksson – Åke Andersson, Göte Almqvist, Sven Thunman, Lars Björn – Åke Larsson, Gösta Johansson, Erik Johansson – Holger Nurmela, Sven Tumba Johansson, Hans Öberg – Stig Tvilling, Hans Tvilling, Rolf Petersson.
 Československo –  Švédsko 5:2 (2:0, 2:0, 1:2)
27. prosince 1953 – Stockholm

Branky a nahrávky Československa: 9. Miloslav Charouzd (Vlastimil Bubník), 13. Miloslav Charouzd (Bronislav Danda), 31. Václav Pantůček (Miroslav Rejman), 34. Miroslav Rejman, 45. Bronislav Danda.

Branky a nahrávky Švédska: 41. Sven Tumba Johansson, 43. Sven Tumba Johansson.

Rozhodčí: Václav Beránek (TCH), Demnert (SWE)

Vyloučení: 2:2 (využití 0:0)
ČSR: Jan Richter – Václav Bubník, Karel Gut, Stanislav Bacílek, Jan Kasper – Vlastimil Bubník, Bronislav Danda, Miloslav Charouzd – Miroslav Rejman, Václav Pantůček, Jiří Sekyra – Milan Vidlák, Václav Šinágl, Ladislav Horský
Švédsko: Hans Isaksson – Åke Andersson, Göte Almqvist, Sven Thunman, Lars Björn – Åke Larsson, Gösta Jahansson, Erik Johansson – Holger Nurmela, Sven Tumba Johansson, Hans Öberg – Stig Tvilling, Hans Tvilling, Rolf Petersson.
 Československo –  Norsko 7:2 (2:1, 2:1, 3:0)
30. prosince 1953 – Oslo (Jordal Amfi)

Branky a nahrávky Československa: 18. Miloslav Charouzd, 19. Václav Bubník, 32. Miloslav Charouzd (Václav Bubník), 39. Jiří Sekyra (Václav Pantůček), 47. Vlastimil Bubník (Bronislav Danda), 49. Ladislav Horský (Václav Šinágl), 54. Miroslav Rejman.

Branky a nahrávky Norska: 9. Fim Gundersen (Ragnar Rygel), 21. Egil Bjerglund.

Rozhodčí: Karelius Paulsberg (NOR), Václav Beránek (TCH)

Vyloučení: 2:2 (využití 3:0)
ČSR: Jan Richter – Václav Bubník, Karel Gut, Stanislav Bacílek, Miloslav Ošmera – Vlastimil Bubník, Bronislav Danda, Miloslav Charouzd – Miroslav Rejman, Václav Pantůček, Jiří Sekyra – Milan Vidlák, Václav Šinágl, Ladislav Horský
Norsko: Lorang Wifladt – Roar Bakke, Knut Blomberg, Per Voight, Arne Berg – Leif Solheim, Øyvind Solheim, Egil Bjerklund – Andersen, Ragnar Ryge, Fim Gundersen. 
 Československo –  Norsko 6:5 (1:2, 4:0, 1:3)
1. ledna 1954 – Oslo (Jordal Amfi)

Branky a nahrávky Československa: 18. Vlastimil Bubník, 28. Vlastimil Bubník (Bronislav Danda), 30. Karel Gut, 32. Miroslav Rejman (Bubník), 39. Karel Gut (Bronislav Danda, Vlastimil Bubník), 48. Miroslav Rejman.

Branky a nahrávky Norska: 5. Øyvind Solheim, 19. Leif Solheim (Roar Bakke), 52. Knut Blomberg, 55. Fim Gundersen, 60. Leif Solheim.

Rozhodčí: Václav Beránek (TCH), Carsten Christensen (NOR)

Vyloučení: 3:0 (využití 1:0)
ČSR: Ján Jendek – Václav Bubník, Karel Gut, Jan Kasper, Stanislav Bacílek – Vlastimil Bubník (41. Milan Vidlák), Bronislav Danda, Miloslav Charouzd – Miroslav Rejman, Václav Pantůček, Jiří Sekyra – Milan Vidlák, Václav Šinágl, Ladislav Horský
Norsko: Lorang Wifladt – Roar Bakke, Knut Blomberg, Per Voight, Arne Berg – Leif Solheim, Øyvind Solheim, Egil Bjerklund – Svere Gulbrandsen, Ragnar Rygel, Fim Gundersen – Strand.
 Československo –  Švýcarsko 2:1 (1:0, 1:1, 0:0)
15. ledna 1954 – Lausanne

Branky a nahrávky Československa: 3. Bronislav Danda (Karel Gut), 27. Václav Pantůček (Stanislav Bacílek).

Branky a nahrávky Švýcarska: 35. Hans Ott.

Rozhodčí: V. Vůjtěch (TCH), Marcel Toffel (SUI)

Vyloučení: 1:2 (využití 0:0)
ČSR: Jan Richter – Václav Bubník, Karel Gut, Stanislav Bacílek, Miroslav Nový – Vlastimil Bubník, Bronislav Danda, Miloslav Charouzd – Miroslav Rejman, Václav Pantůček, Jiří Sekyra – Josef Seiler, Ján Starší, Milan Vidlák
Švýcarsko: Jean Ayer – Paul Hofer, Rüedi Keller, Émile Golaz, Jeanpierre Uebersax – Bixio Celio, Gebhardt Poltera, Ulrich Poltera – Gian Bazzi, Otto Schläpfer, Walter Keller – Hans Ott, Michael Wehrli, Paul Zimmermann.
 Československo –  Švýcarsko 4:3 (0:1, 3:2, 1:0)
17. ledna 1954 – Curych

Branky a nahrávky Československa: 33. Václav Pantůček (Miroslav Rejman), 36. Miroslav Rejman, 38. Václav Pantůček, 59:54. Karel Gut (Bronislav Danda, Miloslav Charouzd).

Branky a nahrávky Švýcarska: 2. Ulrich Poltera, 0:2 32. Otto Schläpfer (Walter Keller), 0:3 32. Gian Bazzi.

Rozhodčí: V. Vůjtěch (TCH), Willy Bernhardt (SUI)

Vyloučení: 1:3 (využití 0:0)
ČSR: Jan Richter – Karel Gut, Jan Kasper, Miroslav Nový, Stanislav Bacílek – Vlastimil Bubník, Bronislav Danda, Miloslav Charouzd – Miroslav Rejman, Václav Pantůček, Jiří Sekyra – Josef Seiler, Ján Starší, Milan Vidlák – Ladislav Horský
Švýcarsko: Jean Ayer – Emil Handschin, Jeanpierre Uebersax, Paul Hofer, Rüedi Keller – Bixio Celio, Ulrich Poltera, Gebhardt Poltera – Gian Bazzi, Otto Schläpfer, Walter Keller – Hans Ott, MichaelWerhli, Paul Zimmermann
 Československo –  SSSR 5:3 (2:1, 1:0, 2:2)
12. února 1954 – Moskva (Dynamo)

Branky a nahrávky Československa: 1. Karel Gut (Vlastimil Bubník), 19. Stanislav Bacílek (Vlastimil Hajšman, Miloslav Pospíšil), 38. Vladimír Zábrodský (Karel Gut, Vlastimil Hajšman), 45. Bronislav Danda, 53. Stanislav Bacílek (Karel Gut).

Branky a nahrávky SSSR: 1:1 15. Jevgenij Babič, 3:2 42. Jurij Krylov, 4:3 48. Alexandr Uvarov.

Rozhodčí: V. Vůjtěch (TCH), Sergej Savin (URS)

Vyloučení: 1:2 (využití 2:1)
ČSR: Jiří Kolouch – Václav Bubník, Karel Gut, Miroslav Nový, Stanislav Bacílek – Vlastimil Bubník, Bronislav Danda, Miloslav Charouzd – Miroslav Rejman, Václav Pantůček, Jiří Sekyra – Vlastimil Hajšman, Vladimír Zábrodský, Miloslav Pospíšil
SSSR: Nikolaj Pučkov – Pavel Žiburtovič, Alexandr Vinogradov, Alfred Kučevskij, Genrich Sidorenkov – Vsevolod Bobrov, Viktor Šuvalov, Jevgenij Babič – Jurij Krylov, Alexandr Uvarov, Valentin Kuzin – Michail Byčkov, Alexej Guryšev, Nikolaj Chlystov.
 Československo –  SSSR 0:2 (0:0, 0:2, 0:0)
14. února 1954 – Moskva (Dynamo)

Branky a nahrávky SSSR: 22. Viktor Šuvalov, 33. Vsevolod Bobrov (Viktor Šuvalov).

Rozhodčí: Johan Narvestad (NOR), Karelius Paulsberg (NOR)

Vyloučení: 3:5 (využití 0:1)
ČSR: Jan Richter (30. Ján Jendek) – Karel Gut, Miloslav Ošmera, Stanislav Bacílek, Jan Kasper, Miroslav Nový – Vlastimil Hajšman, Vladimír Zábrodský, Miloslav Pospíšil – Miroslav Rejman, Václav Pantůček, Milan Vidlák – Vlastimil Bubník, František Schwach, Miloslav Charouzd.
SSSR: Grigorij Mkrtyčan – Pavel Žiburtovič, Alexandr Vinogradov, Alfred Kučevskij, Dmitrij Ukolov, Ivan Tregubov, Genrich Sidorenkov – Vsevolod Bobrov, Viktor Šuvalov, Jevgenij Babič – Jurij Krylov, Alexandr Uvarov, Valentin Kuzin – Michail Byčkov, Alexej Guryšev, Nikolaj Chlystov.
 Československo –  Švýcarsko 10:2 (5:1, 2:0, 3:1)
10. března 1954 – Bratislava

Branky a nahrávky Československa: 2. Stanislav Bacílek, 9. Vladimír Zábrodský, 10. Bronislav Danda,  11. Vlastimil Bubník, 15. Václav Bubník, 22. Bronislav Danda, 34. Karel Gut (Václav Bubník, Vlastimil Bubník), 41. Václav Bubník, 44. Vladimír Zábrodský (Miroslav Nový), 56. Jiří Sekyra.

Branky a nahrávky Švýcarska: 14. Walter Keller (Franzis Blank), 51. Fritz Naef.

Rozhodčí: Jaroslav Dvorský (TCH), Peter Muller (SUI)
ČSR: Jiří Kolouch – Václav Bubník, Karel Gut, Miroslav Nový, Miloslav Ošmera – Vlastimil Bubník, Bronislav Danda, Miloslav Charouzd – Miroslav Rejman, Václav Pantůček, Milan Vidlák (Jiří Sekyra) – Vlastimil Hajšman, Vladimír Zábrodský, Stanislav Bacílek.
Švýcarsko: Martin Riessen - Willy Stauffer, Hans Pfosi, Paul Hofer, Emil Handschin - Fritz Naef, Ladislav Ott, Hans Ott - Franzis Blank, Walter Keller, Seeholzer - Kurt Peter, Raymond Cattin, Hans Morger.
 Československo –  Švýcarsko 7:2 (1:1, 4:0, 2:1)
13. března 1954 – Praha

Branky a nahrávky Československa: 13. Vlastimil Hajšman (Vladimír Zábrodský), 26. Jiří Pokorný, 31. Vladimír Zábrodský (Vlastimil Hajšman), 38. Miloslav Charouzd (Vlastimil Bubník), 40. Vlastimil Hajšman (Stanislav Bacílek), 55. Vlastimil Bubník (Miloslav Charouzd), 56. Vladimír Zábrodský. 

Branky a nahrávky Švýcarska: 14. Hans Ott, 5:2 Hans Ott (Fritz Naef).

Rozhodčí: Muller (SUI), Ladislav Tencza (TCH)

Vyloučení: 1:1 (využití 0:0)
ČSR: Ján Jendek - Karel Gut, Václav Bubník, Jan Kasper, Ladislav Olejník - Vlastimil Bubník, Bronislav Danda, Miloslav Charouzd – Jiří Pokorný, Václav Pantůček, Miroslav Vlach - Vlastimil Hajšman, Vladimír Zábrodský, Stanislav Bacílek.
Švýcarsko: Jean Ayer - Paul Hofer, Emil Handschin, Willy Stauffer, Raymond Cattin - Seeholzer, Hans Morger, Franzis Blank - Fritz Naef, Ladislav Ott, Hans Ott - Walter Keller.
 Československo –  Švédsko 5:6 (2:1, 3:3, 0:2)
17. března 1954 – Praha

Branky a nahrávky Československa: 1:1 14. Jiří Sekyra, 2:1 15. Karel Gut, 3:1 22. Vlastimil Bubník (Miloslav Charouzd), 4:4 38. Stanislav Bacílek (Václav Bubník), 5:4 39. Václav Pantůček (Jiří Sekyra).

Branky a nahrávky Švédska: 0:1 8. Einar Granath (Rolf Petersson), 3:2 35. Stig Carlsson (Göte Blomqvist), 3:3 36. Rolf Petersson, 4:3 36. Holger Nurmela (vlastní), 5:5 41. Erik Johansson, 5:5 55. Holger Nurmela (vlastní Bronislav Danda).

Rozhodčí: Demnert (SWE), Jaroslav Dvorský (TCH)

Vyloučení: 0:1 (využití 0:0)
ČSR: Jiří Kolouch – Karel Gut, Zdeněk Ujčík, Václav Bubník, Jan Kasper, Ladislav Olejník - Vlastimil Bubník, Bronislav Danda, Miloslav Charouzd – Vlastimil Hajšman, Vladimír Zábrodský, Stanislav Bacílek – Miroslav Rejman, Václav Pantůček, Jiří Sekyra
Švédsko: Lars Svensson – Lars Björn, Sven Thunman, Åke Andersson, Lars Petersson – Göte Blomqvist, Stig Carlsson, Erik Johansson – Holger Nurmela, Einar Granath, Rolf Petersson - Sigurd Bröms, Karl Erik Djusberg, Carl Lilja - Åke Larsson. 
 Československo –  Švédsko 7:2 (4:1, 0:0, 3:1)
19. března 1954 – Brno

Branky a nahrávky Československa: 7. Vlastimil Bubník (Bronislav Danda), 10. Miroslav Rejman, 13. Miloslav Charouzd (Bronislav Danda), 17. Vlastimil Bubník, 5:1 42. Miroslav Rejman, 43. Vladimír Zábrodský (Vlastimil Hajšman),  60. Karel Gut.

Branky a nahrávky Švédska: 8. Einar Granath (Rolf Petersson), 5:2 42. Stig Carlsson (Erik Johansson).

Rozhodčí: Demnert (SWE), Václav Beránek (TCH)

Vyloučení: 1:1 (využití 1:0)
ČSR: Ján Jendek – Karel Gut, Václav Bubník, Ladislav Olejník, Jan Kasper - Vlastimil Bubník, Bronislav Danda, Miloslav Charouzd – Miroslav Rejman, Václav Pantůček, Milan Vidlák – Vlastimil Hajšman, Vladimír Zábrodský, Stanislav Bacílek.
Švédsko: Lars Svensson – Lars Björn, Sven Thunman, Åke Andersson, Lars Petersson – Göte Blomqvist, Stig Carlsson, Erik Johansson – Holger Nurmela, Einar Granath, Rolf Petersson - Sigurd Bröms, Karl Erik Djusberg, Carl Lilja – Åke Larsson.

## Další zápasy reprezentace
Československo –  Moskva 3:7 (0:2, 3:2, 0:3)
5. listopadu 1953 – Praha

Branky Československa: 29. Miroslav Nový, 31ts. Vlastimil Bubník, 38. Václav Pantůček, 

Branky Moskvy: 5. Jurij Krylov, 20. Alfred Kučevskij, 33. Nikolaj Chlystov, 34. Vladimir Brunov, 42. Jevgenij Babič, 47. Alexandr Komarov,

Rozhodčí: Archipov (URS), Václav Beránek (TCH)
ČSR: Jan Richter (Jozef Záhorský) - Karel Gut, Václav Bubník, Miroslav Nový, Miloslav Ošmera – Vlastimil Bubník, Bronislav Danda, Miloslav Charouzd - Miroslav Rejman, Slavomír Bartoň, Václav Pantůček - Miroslav Kameník, Václav Šinágl, Milan Vidlák.
Moskva: Nikolaj Pučkov - Alexandr Vinogradov, Pavel Žiburtovič, Alfred Kučevskij, Ivan Tregubov, Dmitrij Ukolov, Genrich Sidorenkov - Jevgenij Babič, Viktor Šuvalov, Nikolaj Chlystov - Jurij Krylov, Alexandr Uvarov, Valentin Kuzin - Vladimir Brunov, Alexandr Komarov, Jurij Baulin - Sergej Mitin.
 Československo –  Moskva 2:2 (0:1, 2:1, 0:0)
9. listopadu 1953 – Ostrava

Branky Československa: 28. Oldřich Seiml, 30. Vlastimil Bubník.

Branky Moskvy: 18. Viktor Šuvalov, 38. Viktor Šuvalov.

Rozhodčí: Andrej Starovojtov (URS), Ladislav Tencza (TCH)
ČSR: Ján Jendek - Karel Gut, Václav Bubník, Jan Kasper, Stanislav Bacílek - Vlastimil Bubník, Bronislav Danda, Miloslav Charouzd - Václav Šinágl, Slavomír Bartoň, Václav Pantůček - Oldřich Seiml, Ladislav Staněk, Milan Vidlák.
Moskva: Grigorij Mkrtyčan - Alexandr Vinogradov, Pavel Žiburtovič, Alfred Kučevskij, Ivan Tregubov, Dmitrij Ukolov - Jevgenij Babič, Viktor Šuvalov, Nikolaj Chlystov - Jurij Krylov, Alexandr Uvarov, Valentin Kuzin - Vladimir Brunov, Alexandr Komarov, Sergej Mitin.
 Československo –  Moskva 4:6 (2:2, 1:2, 1:2) 
12. listopadu 1953 – Bratislava

Branky Československa: 1:0 12. Vlastimil Bubník, 2:2 20. Václav Pantůček, 3:4 33. Vlastimil Bubník, 4:6 57. Miloslav Charouzd.

Branky Moskvy: 1:1 18. Valentin Kuzin, 1:2 19. Nikolaj Chlystov, 2:3 26. Vladimir Brunov, 2:4 26. Jevgenij Babič, 3:5 43. Alexandr Uvarov, 3:6 53. Alexandr Komarov.

Rozhodčí: Andrej Starovojtov (URS), Jaroslav Dvorský (TCH)
ČSR: Ján Jendek - Karel Gut, Václav Bubník, Miroslav Nový, Miloslav Ošmera, Stanislav Bacílek - Vlastimil Bubník, Bronislav Danda, Miloslav Charouzd - Miroslav Rejman, Slavomír Bartoň, Václav Pantůček - Oldřich Seiml, Ladislav Staněk, Milan Vidlák.
Moskva: Nikolaj Pučkov - Alexandr Vinogradov, Pavel Žiburtovič, Alfred Kučevskij, Genrich Sidorenkov, Dmitrij Ukolov, Ivan Tregubov - Jevgenij Babič, Viktor Šuvalov, Nikolaj Chlystov (Jurij Panťuchov) - Jurij Krylov, Alexandr Uvarov, Valentin Kuzin - Vladimir Brunov, Alexandr Komarov, Sergej Mitin.
 Československo –  HC Arosa 8:4 (2:1, 3:1, 3:2)  
13. ledna 1954 (21:00) – Arosa

Branky Československa: 1:0 7. Bronislav Danda, 2:0 7. Karel Gut, 26. Václav Pantůček, 29. Bronislav Danda, 36. Karel Gut, 41. Karel Gut, 46. Václav Pantůček, 51. Bronislav Danda.

Branky HC Arosa: 8. Ulrich Poltera, 21. Gebhardt Poltera, 55. Hans-Martin Trepp, 57. Hans-Martin Trepp.

Rozhodčí: K. Lohrer (SUI), Vůjtěch (TCH)
ČSR: Jiří Kolouch - Václav Bubník, Karel Gut, Miroslav Nový, Stanislav Bacílek - Vlastimil Bubník, Bronislav Danda, Miloslav Charouzd - Miroslav Rejman, Václav Pantůček, Jiří Sekyra – Josef Seiler, Ján Starší, Milan Vidlák. 
HC Arosa: Martin Riessen - Ludwig Waidacher, Hans Pfosi, Widonic, Paul Reinhard - Hans-Martin Trepp, Ulrich Poltera, Gebhardt Poltera - Herrmann, Harter, Spiecher - Roger Staub.
 Československo –  SC Bern 13:5 (2:1, 3:4, 8:0)  
18. ledna 1954 – Arosa

Branky Československa: 3. Miloslav Charouzd, 17. Václav Pantůček, 32. Miroslav Nový, 33. Vlastimil Bubník, 34. Vlastimil Bubník, 41. Václav Bubník, 44. Václav Pantůček, 8:5 46. Vlastimil Bubník, 46. 9:5 Miloslav Charouzd, 10:5 52. Miroslav Rejman, 11:5 52. Jiří Sekyra, 53. Vlastimil Bubník, 57. Vlastimil Bubník,

Branky SC Bern: 8. Arnold, 22. Stu Cruikshank, 31. Les Anning, 35. Les Anning, 37. Ladislav Ott.

Rozhodčí: Vůjtěch (TCH), Gennaro Olivieri (SUI)
ČSR: Jan Richter (21. - 35. Jiří Kolouch) - Václav Bubník, Karel Gut, Miroslav Nový, Stanislav Bacílek - Vlastimil Bubník, Bronislav Danda, Miloslav Charouzd - Miroslav Rejman, Václav Pantůček, Jiří Sekyra – Josef Seiler, Ján Starší, Milan Vidlák.
SC Bern: Paul Wyss - Alfred Lack, Ernst Wenger, Willy Stauffer, Paul Zimmermann - Ladislav Ott, Hans Ott, Arnold - Gian Bazzi, Stu Cruikshank, Les Anning.